# ونكينات
الونكينات (الاسم العلمي: Littorinoidea) هي فوق فصيلة من الحيوانات يتبع رتيبة بطنيات الأرجل العالية من رتبة الصدفيات الماصة.

## التصنيف
- الونكات
  - الونكاوات
    - الونكة